# Pascal Feindouno
Pascal Feindouno, né le 27 février 1981 à Conakry en Guinée, est un footballeur international guinéen qui évolue au poste d'ailier droit ou de milieu offensif.
Il est surtout connu pour son passage aux Girondins de Bordeaux, où il a notamment été champion de France, puis à l'AS Saint-Étienne.
Il a été un joueur clé de l'équipe nationale de Guinée pendant de nombreuses années. Il en est l'un des meilleurs buteurs de son histoire.

## Biographie

### Girondins de Bordeaux
Ayant quitté la Guinée très jeune, Pascal Feindouno prend la direction de la France. Il commence par faire un essai au RC Lens. L'essai est concluant mais, vraiment surpris par le froid du Nord[réf. nécessaire], il préfère tenter sa chance ailleurs. Il intègre les Girondins de Bordeaux et gagne le championnat de France des moins de 17 ans dès la première saison.
Élie Baup le prend très tôt sous son aile et le jeune Pascal Feindouno débute en Division 1 le 12 décembre 1998 lors d'un match remporté par Bordeaux à domicile contre Le Havre, 3-0. Dès lors, il rejoint définitivement le groupe professionnel et s'entraîne notamment beaucoup en fin d'entraînement avec Jean-Pierre Papin.
En 1999, il inscrit pour Bordeaux le but décisif pour l'attribution du titre de champion de France face au Paris SG.
Âgé de 21 ans, Pascal Feindouno n'est toutefois pas assez endurci pour la Division 1. Élie Baup l'envoie alors en Bretagne, au FC Lorient, où il peut s'aguerrir. Du FC Lorient, il ne garde que de bons souvenirs : sa rencontre avec celui qui deviendra son « grand frère », Jean-Claude Darcheville, ses 6 buts en championnat, ainsi que la victoire en finale de la coupe de France 2002 face au SC Bastia. Il dispute également une finale de coupe de la Ligue, perdue contre les Girondins de Bordeaux.
À son retour en Gironde, il n'est plus le même. Il est devenu un joueur confirmé et Élie Baup favorise le milieu de terrain. Feindouno devient alors le passeur attitré de Pauleta.

### AS Saint-Étienne
À la fin de la saison 2003-2004, lassé par les mauvais résultats de son club, Pascal Feindouno cherche un nouveau challenge. Élie Baup, alors nouvel entraîneur de l'AS Saint-Étienne, obtient son prêt avec option d'achat.
Il joue son premier match pour les Verts le 21 août 2004, lors d'une rencontre de Ligue 1 contre le RC Strasbourg. Il est titularisé et les deux équipes se séparent sur un match nul (1-1). Feindouno inscrit son premier but pour l'ASSE le 18 septembre 2004 contre l'AC Ajaccio. Titularisé, il ouvre le score ce jour-là et les deux équipes se neutralisent finalement (1-1). Le 6 novembre 2004, Feindouno réalise son premier doublé pour l'ASSE, lors d'une rencontre de championnat face à l'OGC Nice. Il permet ainsi à son équipe de l'emporter (2-1).
En 36 matchs lors de cette saison, il marque 13 buts, son record, et il aide grandement l'équipe stéphanoise, alors promue en L1, à terminer à une belle 6e place.
Sa seconde saison est plus difficile que la précédente : il inscrit seulement 3 buts et une frange de supporters lui reproche en particulier de passer trop de temps dans les boîtes de nuit. Son mariage à Conakry en juin 2006 (où est présent Bernard Caïazzo, président de l'ASSE) va lui permettre de « mettre de l'ordre » dans sa vie, de son propre aveu[réf. nécessaire].
Alors qu'Élie Baup est remplacé par le Tchèque Ivan Hasek à l'ASSE, Pascal Feindouno retrouve de nouveau un excellent niveau dans une équipe plus offensive. Lors de la saison 2006-2007, sous l'impulsion d'Ivan Hasek, il retrouve ainsi son meilleur niveau. Il marque neuf buts en trente matchs.
Nanti d'un bon de sortie et alors qu'il est tout près de signer dans un club saoudien en juillet 2007, il prolonge contre toute attente son contrat à l'ASSE pour trois ans. Il est ainsi lié au club jusqu'en 2011.
Durant sa dernière saison sous le maillot vert, Pascal Feindouno a beaucoup de mal à s'exprimer dans un premier temps. Mais à son retour de la CAN (où la Guinée est éliminée en quart par la Côte d'Ivoire), il est de nouveau efficace. Avec un replacement dans l'axe, en soutien de Bafétimbi Gomis, il termine la saison en trombe avec à la clef une cinquième place en championnat pour l'ASSE, qui retrouve ainsi les compétitions européennes après 26 ans d'absence.

### Exil dans le Golfe

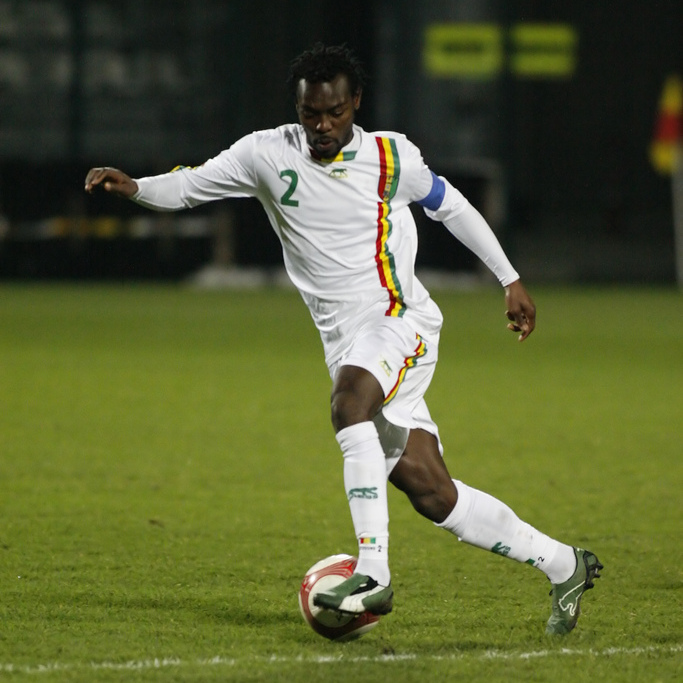

Un accord est trouvé le 26 septembre 2008 avec le club qatarien d'Al Sadd Doha. Pascal Feindouno rejoint ainsi le Golfe et ses pétrodollars pour trois ans où il joue sous le même maillot que d'autres anciens joueurs de Ligue 1 : Matt Moussilou et Kim. Il reconnaît que son départ est plus motivé par des raisons financières que sportives[réf. nécessaire].
Il dispute et remporte son premier match sous le maillot d'Al Sadd Doha face au champion qatarien en titre, Al-Gharafa (2-1). L'ancien Stéphanois inscrit le premier but de sa nouvelle équipe. Cette même saison, il finit deuxième du championnat qatarien avec son club en ayant marqué une douzaine de buts.
En août 2009, il est prêté un autre club qatarien, Al-Rayyan, mais il n'y reste que six mois puisqu'il est prêté en Arabie saoudite à Al Nasr Riyad en janvier 2010. Il résilie ensuite son contrat avec Al-Rayyan en novembre 2010.

### Retour en Europe

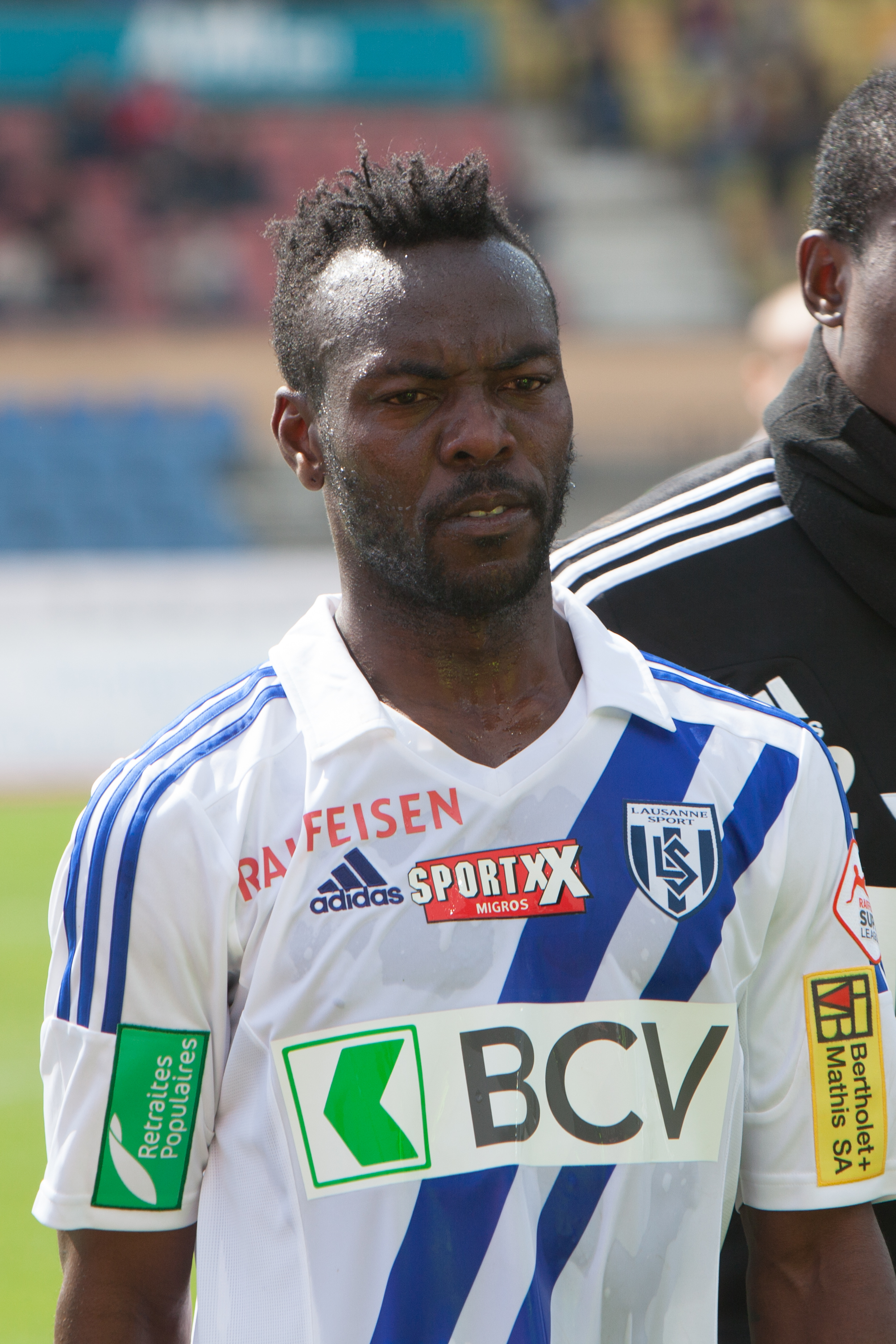
Pascal Feindouno avec le maillot de Lausanne-Sport.

Le 31 janvier 2011, quelques minutes avant la clôture du mercato hivernal, il signe un contrat de six mois avec l'AS Monaco pour remplacer Moussa Maazou, victime d’une grave blessure au genou le jour précédent,. Jugé hors de forme par le staff technique, il ne dispute que 5 matchs sur le Rocher avant de quitter le club en fin de saison à la suite de la descente en Ligue 2.
Libre, il fait un essai au FC Sion à partir du 22 juin 2011. Après cet essai, il s'engage pour deux ans avec le club dirigé par Laurent Roussey, son ancien entraîneur à Saint-Étienne. Le 3 janvier 2012, à la suite du retrait de 36 points à l'équipe valaisanne par l'Association suisse de football, il résilie son contrat avec Sion.
En août 2012, il signe un contrat avec le club turc d'Elazigspor.
En septembre 2013, il signe au Lausanne-Sport pour quatre mois. 
Il marque son premier but pour le club le 29 septembre 2013, à l'occasion d'une rencontre de championnat face au FC Aarau. Entré en jeu à la place de Yoric Ravet, il donne la victoire à son équipe dans le temps additionnel (2-3 score final).
Le 18 mai 2014, alors qu'il dispute un match contre le FC Bâle, il est victime d'un malaise cardiaque, ce qui soulève des doutes sur l'arrêt anticipé de sa carrière.
Après un essai avec Sedan, promu en National, l'équipe renonce finalement à l'engager à la suite d'examens plus poussés au niveau cardiaque.
En 2016, il termine sa carrière de joueur avec quelques matchs pour le FK Atlantas, en Lituanie.

### En sélection

#### Qualifications de la Coupe du monde
Pascal Feindouno participe à trois campagnes de qualification pour la Coupe du monde de football (qui font également figure de qualification pour la coupe d'Afrique des nations), mais la Guinée ne parvient jamais à se qualifier.
Lors des tours préliminaires de la Coupe du monde 2002, la Guinée franchit le premier tour avec 2 victoires puis elle commence le deuxième tour avec de la réussite (2 victoires et 1 nul), mais la Guinée est alors écartée de la compétition, exclue par la FIFA pour ingérence politique au sein de la fédération. Feindouno, qui participe alors à sa première compétition internationale, inscrit 3 buts durant cette campagne en ne jouant que 2 matches.
Lors de la phase qualificative pour la Coupe du monde 2006, la Guinée franchit le premier tour puis termine à la 3e place de son groupe du deuxième tour.
Pour la Coupe du monde 2010, la Guinée termine première de son groupe au deuxième tour, mais échoue à la dernière place de son groupe lors du troisième tour. Pascal Feindouno inscrit pourtant 5 buts durant cette campagne.

#### Coupe d'Afrique des nations
Pascal Feindouno participe à quatre reprises à la coupe d'Afrique des nations avec l'équipe nationale de Guinée. Feindouno marque à nouveau 3 buts.
Lors de l'édition 2004 en Tunisie, il inscrit deux buts dont un en quart-de-finale, ce qui n'empêche pas la défaite de la Guinée face au Mali (1-2).
Sélectionné à nouveau en 2006 en Égypte, il se distingue en marquant quatre buts dans cette compétition, notamment un doublé face à la Zambie le 26 janvier 2006, donnant ainsi la victoire à son équipe (1-2). Les Guinéens sont battus en quarts de finale par le Sénégal, le 3 février (2-3). Feindouno sort d'un tournoi réussi où il termine deuxième meilleur buteur, à seulement une unité de Samuel Eto'o, et figure dans l'équipe type de la compétition.
Il participe à nouveau à la coupe d'Afrique des nations en 2008 au Ghana et parvient encore en quart-de-finale avec son équipe, qui s'incline lourdement à ce stade contre la Côte d'Ivoire (0-5). Feindouno marque deux buts durant la compétition, tous deux lors de la victoire contre le Maroc en phase de groupe (3-2).
La Guinée échoue à se qualifier pour la CAN 2010, Feindouno n'inscrivant aucun but en qualification. Puis la Guinée est de retour lors de la coupe d'Afrique des nations en 2012. Pascal Feindouno se fait remarquer en délivrant une passe décisive pour Abdoul Razzagui Camara lors de la large victoire des siens face au Botswana le 28 janvier 2012 (1-6 score final). Son équipe termine toutefois troisième de son groupe et est éliminée à ce stade de la compétition.

### Entraîneur
Pascal Feindouno est l'entraîneur des attaquants de la sélection nationale de Guinée dirigée par Kaba Diawara[réf. nécessaire].

## Vie privée
Il est le frère aîné de deux autres footballeurs : Benjamin Feindouno, ancien professionnel à l'AS Beauvais en ligue 2. Son second frère est Simon Feindouno ancien joueur du RC Lens et FC Istres. Son agent est Rui Pedro Alves.
Le 20 juin 2025, il s’est converti à la religion musulmane et prend le nom de Mohamed Lamine Feindouno.

## Palmarès

### En club
- Champion de France en 1999 avec les Girondins de Bordeaux
- Vainqueur de la Coupe de France en 2002 avec le FC Lorient
- Finaliste de la Coupe de la Ligue en 2002 avec le FC Lorient
- Finaliste du Trophées des Champions en 1999 avec les Girondins de Bordeaux